# Liste der Biografien/Brea
Liste der Biografien |
Portal Biografien |
Personensuche
# |
A |
B |
C |
D |
E |
F |
G |
H |
I |
J |
K |
L |
M |
N |
O |
P |
Q |
R |
S |
T |
U |
V |
W |
X |
Y |
Z |
?
 
Ba |
Be |
Bd |
Bg |
Bh |
Bi |
Bj |
Bl |
Bm |
Bn |
Bo |
Br |
Bs |
Bu |
Bw |
By |
Bz
 
Bra |
Brc |
Brd |
Bre |
Brg |
Bri |
Brj |
Brk |
Brl |
Brn |
Bro |
Brp–Brt |
Bru |
Brv |
Bry |
Brz
 
Brea |
Breb |
Brec |
Bred |
Bree |
Bref |
Breg |
Breh |
Brei |
Brej |
Brek |
Brel |
Brem |
Bren |
Breo |
Brep |
Breq |
Brer |
Bres |
Bret |
Breu |
Brev |
Brew |
Brex |
Brey |
Brez
Die Liste der Biografien führt alle Personen auf, die in der deutschsprachigen Wikipedia einen Artikel haben. Dieses ist eine Teilliste mit 52 Einträgen von Personen, deren Namen mit den Buchstaben „Brea“ beginnt.

## Brea
- Brea, Anthony (* 1983), venezolanischer Radrennfahrer
- Brea, Delfina (* 1999), argentinische Padelspielerin
- Brea, Edymar (* 1997), venezolanische Langstreckenläuferin
- Brea, Jennifer, US-amerikanische Filmemacherin und Aktivistin
- Brea, Joselyn (* 1994), venezolanische Mittel- und Langstreckenläuferin
- Brea, Ludovico, italienischer Maler

### Breac
- Breach, Jess (* 1997), englische Rugby-Union-Spielerin
- Breach, Miroslava (1962–2017), mexikanische Journalistin
- Breach, William (* 1916), britischer Weitspringer
- Breacker, Adrian (1934–2023), britischer Sprinter
- Breacker, Tim (* 1965), englischer Fußballspieler

### Bread
- Breadner, Cameron (* 2000), schottischer Fußballspieler

### Break
- Breakage, britischer DJ
- Breakbot (* 1981), französischer DJ und Musikproduzent
- Breaker, Ronald R. (* 1964), US-amerikanischer Molekularbiologe
- Breakker, Bron (* 1997), amerikanischer Wrestler
- Breakout, Barbie (* 1978), deutsche Dragqueen, LGBTIQ-Aktivistin und AutorinBarbie Breakout (* 1978)

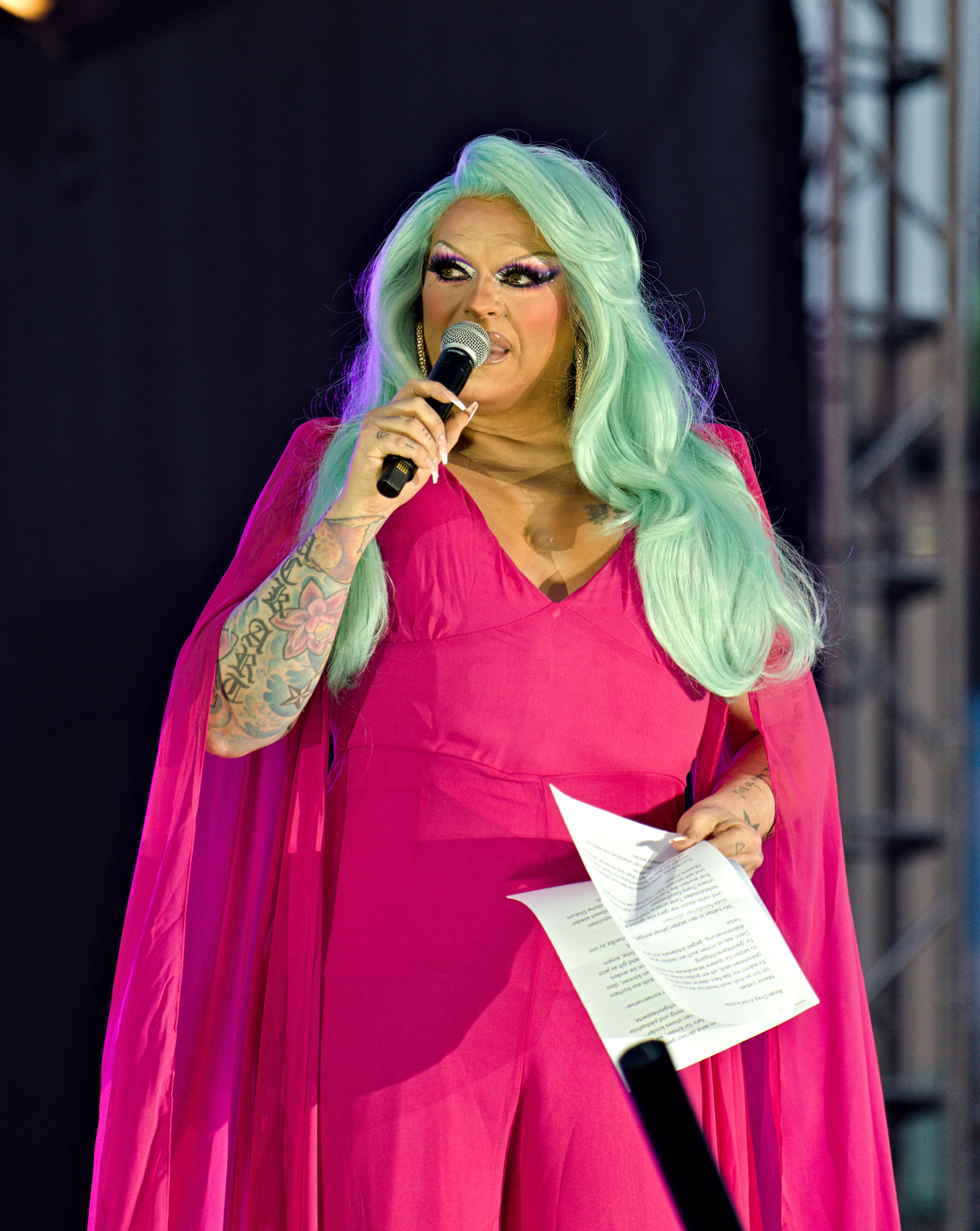
Barbie Breakout (* 1978)

- Breakspeare, Cindy (* 1954), jamaikanische Jazzmusikerin kanadischer Herkunft
- Breakstone, Joshua (* 1955), US-amerikanischer Jazz-Gitarrist
- Breakwell, Abbie (* 2003), britische Rollstuhltennisspielerin

### Breal
- Bréal, Michel (1832–1915), französischer Philologe und Ideengeber des Marathonlaufs
- Bréal, Pierre-Aristide (1905–1990), französischer Dramatiker und Szenarist
- Brealey, Louise (* 1979), britische Schauspielerin, Drehbuchautorin und Filmproduzentin

### Bream
- Bream, Julian (1933–2020), britischer Gitarrist

### Brean
- Brean, Herbert (1907–1973), US-amerikanischer Journalist und Schriftsteller
- Brean, Sjur Vatne (* 2000), norwegischer Schauspieler

### Brear
- Bréard, Andrea (* 1966), deutsche Sinologin
- Bréard, Robert (1894–1973), französischer Komponist
- Brearley, David (1745–1790), US-amerikanischer Jurist
- Brearley, Harry (1871–1948), britischer Erfinder des rostfreien Stahls
- Brearley, Liam (* 2003), kanadischer Snowboarder
- Brearley, Peter (* 1975), kanadischer Eishockeyspieler

### Breas
- Breashears, David (1955–2024), US-amerikanischer Bergsteiger und FilmemacherDavid Breashears (1955–2024)

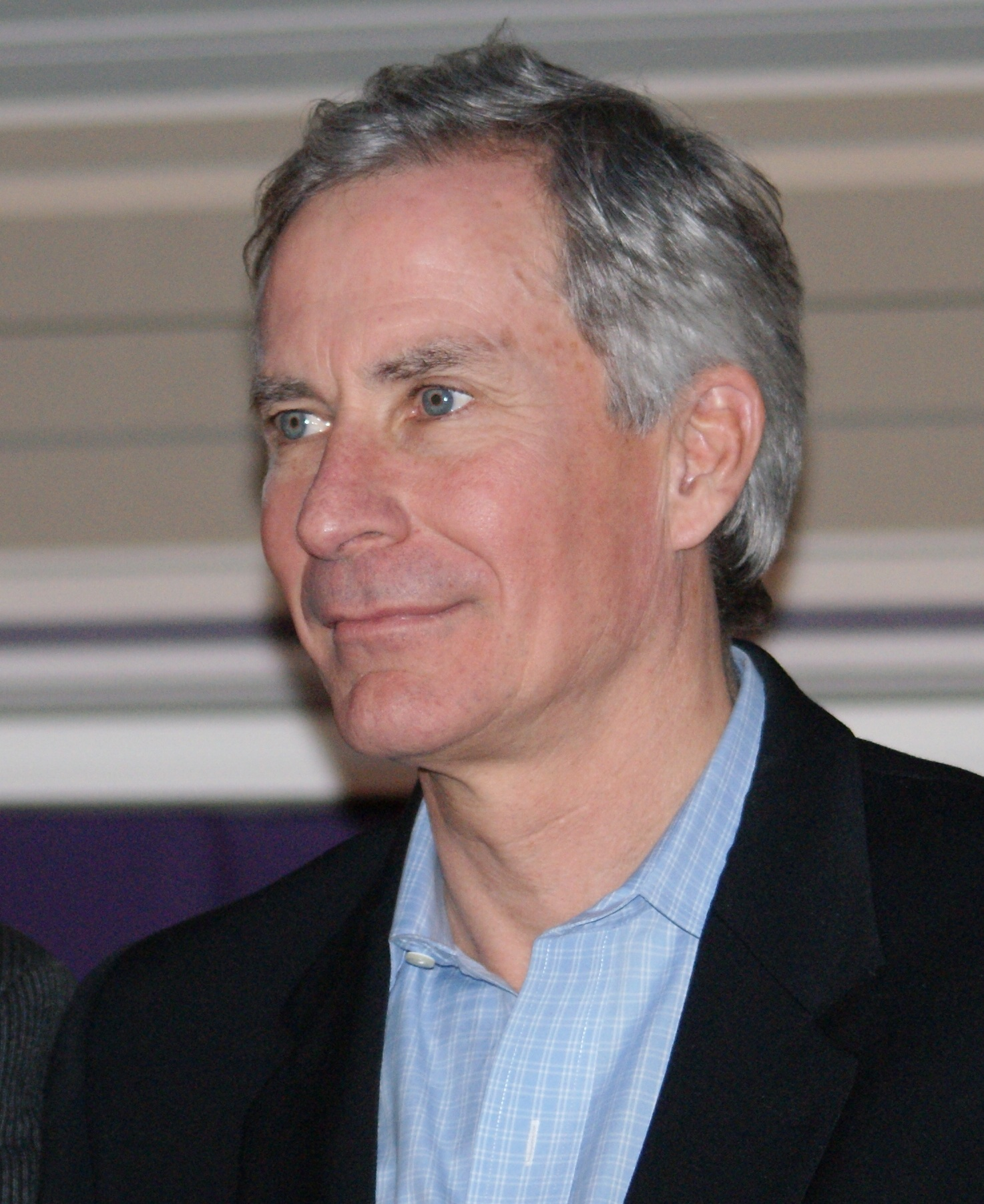
David Breashears (1955–2024)

- Breasted, James H. (1865–1935), US-amerikanischer Ägyptologe und Historiker

### Breat
- Breathed, Berkeley (* 1957), US-amerikanischer Cartoonist und Kinderbuchautor
- Breathitt, Edward T. (1924–2003), US-amerikanischer Politiker
- Breathitt, James (1890–1934), US-amerikanischer Politiker
- Breathitt, John (1786–1834), US-amerikanischer Politiker und Gouverneur des Bundesstaates Kentucky
- Breathnach, Cormac († 1956), irischer Politiker
- Breathnach, Declan (* 1958), irischer Politiker
- Breatnach, Máire (* 1956), irische Geigerin/Fiddlerin, Violinistin und Bratschistin
- Breaty, Nadine (* 1998), deutsche Webvideoproduzentin und Influencerin

### Breau
- Bréau, Henri (1900–1969), französischer Radsportler
- Breau, Herb (* 1944), kanadischer Politiker
- Breau, Lenny (1941–1984), kanadischer Gitarrist des Modern Jazz
- Breaux, Aminta H. (* 1959), US-amerikanische Psychologin und Hochschullehrerin
- Breaux, John (* 1944), US-amerikanischer Politiker
- Breaux, Tim (* 1970), US-amerikanischer Basketballspieler
- Breaux, Zachary (1960–1997), US-amerikanischer Jazz-Gitarrist

### Breaz
- Breazeal, Cynthia (* 1967), US-amerikanische Computerwissenschaftlerin
- Breazeale, Dominic (* 1985), US-amerikanischer Boxer
- Breazeale, Phanor (1858–1934), US-amerikanischer Politiker